# Alexania floridana
Alexania floridana är en snäckart som först beskrevs av Henry Augustus Pilsbry 1945.  Alexania floridana ingår i släktet Alexania och familjen vindeltrappsnäckor. Inga underarter finns listade i Catalogue of Life.